# Myrawerk
Das Myrawerk ist ein im Jahr 1975 stillgelegtes Speicherkraftwerk bei Muggendorf in Niederösterreich.

## Geschichte

Ehemaliges Krafthaus bei Eröffnung. Nach Ende des Kraftwerks als Gaststätte genutzt

1895 fasste Oskar von Rosthorn den Entschluss, im Bereich der Myrafälle ein Wasserkraftwerk zu errichten. 1898 hatte er die dazu notwendigen Grundstücke und Rechte erworben und zwei Projekte ausgearbeitet. Diese legte er den Behörden vor und erhielt die Baubewilligung.
Gegen diese Entscheidung der Behörden protestierten touristische Vereine – 1885 etwa hatte der Österreichische Touristenklub hier eine Steiganlage eröffnet – und Gemeinden, welche diese Touristenattraktion erhalten wollten. Prozesse wurden zwar bis zur letzten Instanz durchgefochten, die Entscheidung fiel 1902 jedoch zu Gunsten des Bauwerbers.
Die Realisierung des Projektes verzögerte sich jedoch, da sich keine Abnehmer für die hier produzierte elektrische Energie fanden. Siemens & Halske etwa entwickelten ein Projekt, wonach die nahe gelegene südliche Staatsbahnstrecke elektrifiziert werden sollte. Dieses Vorhaben lehnte allerdings das Eisenbahnministerium ab.
Zwischen 1903 und 1906 wurden Verhandlungen mit dem k.u.k. Kriegsministerium über die Stromversorgung der Betriebe in Wöllersdorf und Blumau geführt. Die diesbezüglichen Besprechungen blieben ohne Ergebnis.
In den Jahren 1909 bis 1910 bemühten sich die Österreichischen Siemens-Schuckert-Werke (ÖSSW) darum, hier produzierte elektrische Energie den Gemeinden Gutenstein, Fischau, Theresienfeld, Felixdorf und Wiener Neustadt zu verkaufen. Auch diesmal kam keine Übereinkunft zustande.
1910 traten die ÖSSW abermals an Wiener Neustadt heran, um der Stadt den hier erzeugten elektrischen Strom zu verkaufen. Die Verhandlungen scheiterten abermals, worauf die in Wien ansässige Immobiliarbank die Gespräche mit Wiener Neustadt weiterführte. Diesmal sollte der Stadt das noch zu errichtende Kraftwerk komplett verkauft werden.
Da das neu errichtete städtische kalorische Kraftwerk bereits an seine Leistungsgrenze stieß, zeigte sich Wiener Neustadt diesmal interessiert und nahm das Angebot an, worauf sofort mit den Arbeiten begonnen wurde. Am 13. Oktober 1914 wurde ein acht Tage dauernder Probebetrieb begonnen, der anschließend sofort in den Normalbetrieb überging.

## Anlage
Im Bereich des Sägewerkes Karner-Wirt wurde eine Staumauer aus Beton mit 6 m breitem Überfall und 2 m breiter Grundschütze errichtet. Die Stauhöhe betrug hier etwa 5 m.
Am rechten Ufer zweigte hier ein 310 m langer, aus dem Gestein gesprengter und mit Beton ausgekleideter Druckstollen mit rund 1,3 m Breite und rund 1,8 m Höhe ab, der mit einem Gefälle von 1 Prozent das Wasser des Myrabaches dem Wasserschloss zuführte. Von diesem führte eine Druckrohrleitung aus von der Villacher Maschinenfabrik gefertigten Rohren mit einer lichten Weite von 65 cm zum Krafthaus, welches mit zwei Pelton-Turbinen von der Leobersdorfer Maschinenfabrik ausgestattet war. Das Schluckvermögen betrug 800 l/s bei einer Engpassleistung der beiden Turbinen von zusammen 640 kW. Der Höhenunterschied zwischen dem Turbinenwellenmittel und der Überfallkante der Talsperre betrug rund 96 m. Das aus dem Krafthaus austretende Wasser wurde in einen Ausgleichsweiher geleitet, der von einem Erddamm mit 6 m Höhe und 5 m Kronenbreite gebildet wurde.
Die beiden elektrischen Drehstromgeneratoren im Krafthaus lieferten Dreiphasenwechselspannung mit einer elektrischen Spannung von 5 kV bei einer Frequenz von 42 Hz. Die Spannung wurde für den Transport auf 15 kV hoch transformiert und zunächst über Erdkabel und ab Waldegg über Freileitungen nach Wiener Neustadt geleitet. Die Jahresleistung betrug um 1920 etwa 1,5 GWh, das entspricht einer mittleren Leistung von ca. 170 kW.
Durch die Bauarbeiten selbst wurden die Myrafälle nicht beeinträchtigt. In der Zeit, in der das Myrawerk in Betrieb war, trockneten die Fälle allerdings aus.